# Aéroport de Cambridge Bay
L'aéroport de Cambridge Bay (code IATA : YCB • code OACI : CYCB) est située à Cambridge Bay (ou Ikaluktutiak) au Nunavut, au Canada. Il est géré par le gouvernement du Nunavut.

## Lignes aériennes et destinations

### Régulières
| Compagnies     | Destinations                                           |
| -------------- | ------------------------------------------------------ |
| Canadian North | Gjoa Haven, Kugaaruk, Kugluktuk, Taloyoak, Yellowknife |

Édité le 13/04/2025
| Ligne aérienne                | Destinations                             |
| ----------------------------- | ---------------------------------------- |
| Adlair Aviation/Kitikmeot Air | Affrètement                              |
| Canadian Helicopter           | Contrat pour le Système d'alerte du Nord |
| Kivalliq Air                  | Évacuation médicale                      |